# 広辞苑一日一語
『広辞苑一日一語』（こうじえんいちにちいちご）は、広辞苑第六版（2008年）の刊行を記念して岩波書店が発行した書籍。

## 内容
書名が広辞苑一日一語、副書名が広辞苑第六版刊行記念である。この本は広辞苑第六版の初版購入特典であるため非売品である。2008年1月11日に発行された。編者は岩波書店辞典編集部、発行者は山口昭男、発行所は株式会社岩波書店である。全218ページ。
この本は、一年366日の一つ一つに、広辞苑の中より選り抜いた、その日に関わりのある言葉を載せたものである。選り抜いた言葉にはもちろん広辞苑第六版のその言葉に対する説明も載っている。